# Biblioteca Central de Ciutat del Cap

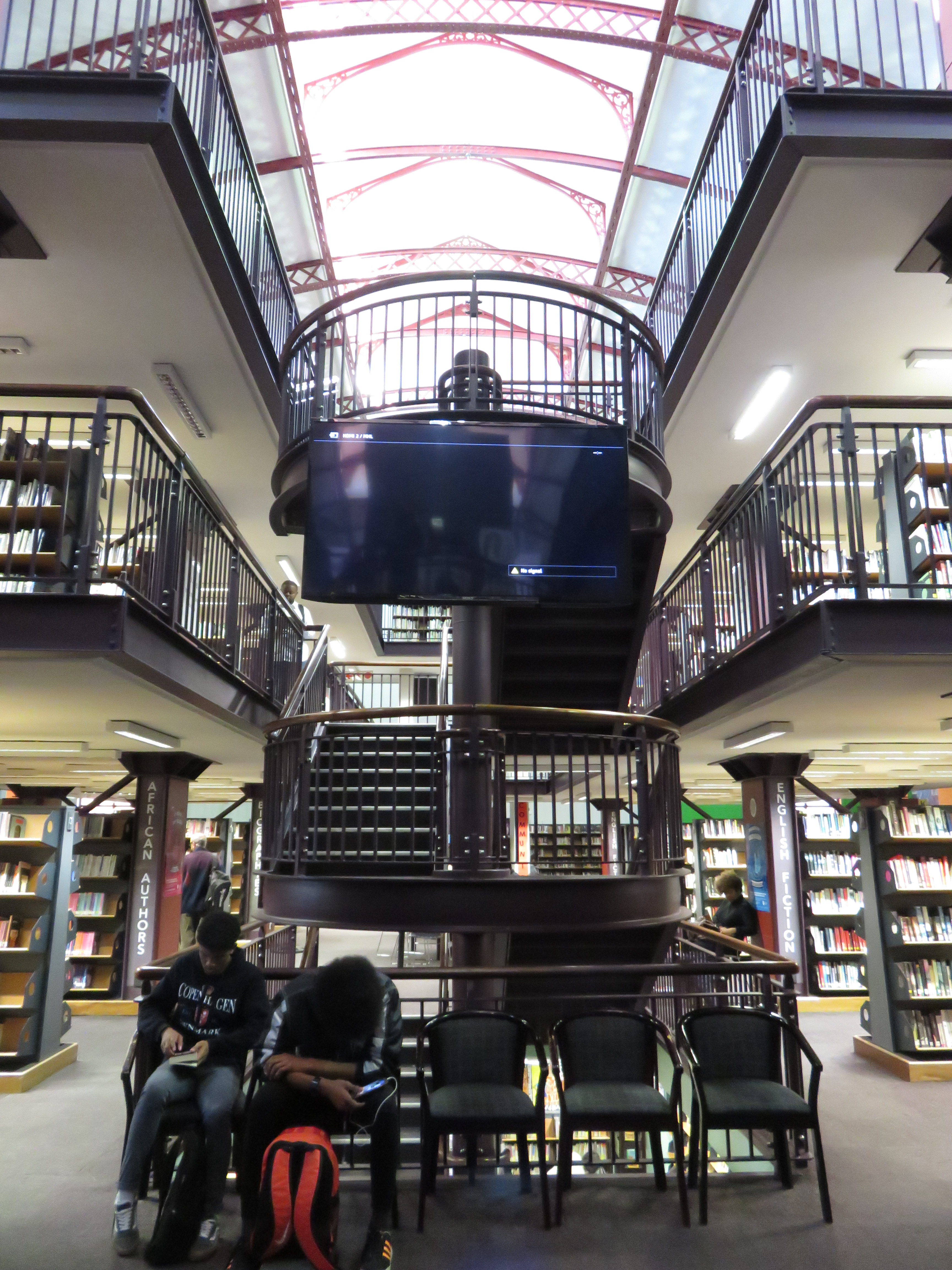
Interior de la biblioteca

Biblioteca Central de Ciutat del Cap (Central Library Cape Town) és una biblioteca pública de Ciutat del Cap, Sud-àfrica. És una de les 104 biblioteques dels serveis d'informació de la ciutat de Ciutat del Cap.
La Biblioteca Central inclou serveis de préstec i referència, així com seccions especialitzades d’art i música. Hi ha més de 90 ordinadors i Wi-Fi gratuït per als membres de la biblioteca. La biblioteca ofereix préstecs de llibres, CD, DVD, audiollibres i revistes. És l’única biblioteca pública de Ciutat del Cap amb llibres en els 11 idiomes oficials i també té llibres en idiomes estrangers.

## Introducció
La Biblioteca Central es va crear el 1954 quan les Biblioteques de Ciutat del Cap van assumir la biblioteca de subscripció de la Biblioteca Sud-africana. El 1962 la biblioteca es va traslladar a l'edifici de Waalburg, al centre de la ciutat. El 1982 la biblioteca es va traslladar de nou, aquesta vegada a l'ajuntament de Ciutat del Cap. La biblioteca va rebre dos ajuts de la Carnegie Corporation que van permetre millorar i ampliar les col·leccions de les biblioteques i es va establir un centre informàtic. L'Ajuntament de Ciutat del Cap va proporcionar fons per establir una nova biblioteca a l'Old Drill Hall. La Biblioteca Central es va inaugurar en aquest nou lloc permanent el 2008.

## Història
Hi ha una biblioteca pública al centre de Ciutat del Cap des del 1818, quan es va crear la Biblioteca Pública Sud-africana (SAPL). Aquesta va ser una biblioteca gratuïta fins al 1829, quan es va convertir en una biblioteca de subscripció. El 1952 es va establir el Servei de Biblioteques de Ciutat del Cap (CTLS) per crear un servei de biblioteca municipal gratuït per a Ciutat del Cap. El desembre de 1954, després de les negociacions, el CTLS es va fer càrrec de la biblioteca de subscripció de la biblioteca pública sud-africana, comprant el material i llogant la sala de lectura. La Biblioteca Central es va crear i es va obrir al públic el gener de 1955. El 1956 es va obrir una sucursal a Long Street que incloïa llibres de no ficció, llibres per a nens i música. El 1962 la Central es va traslladar de l'edifici SAPL a l'edifici SANLAM, al carrer Waal. La secció de música també es va traslladar de Long Street a aquest edifici. El 1965 les oficines de Central i Long Street es van fusionar per formar una nova i ampliada sucursal Central. La legislació sobre apartheid va afectar el servei ofert per les biblioteques. La Llei de reserva de serveis separats de 1953 va donar lloc a biblioteques per a grups específics de biblioteques. El 1969 es va obrir la biblioteca de City Park i tots els membres "no blancs" de Central van ser transferits a la biblioteca de City Park. No obstant això, les biblioteques centrals d'informació i música encara podrien ser utilitzades per membres "no blancs".

## Biblioteca d’Art
És una de les dues biblioteques públiques d’art de Sud-àfrica. La biblioteca cobreix tots els aspectes d'arts i oficis i és especialment forta en l'art africà i sud-africà; Fotografia; Disseny gràfic i de moda. La biblioteca és utilitzada per estudiants i artesans i artistes locals. La biblioteca d'art, com a departament especialitzat de la Central, es va inaugurar el 1965.

## La biblioteca d’arts escèniques i música
Una biblioteca musical es va incloure a la Long Street Library quan es va inaugurar el 1956. La biblioteca incloïa discos de gramòfon, partitures i la col·lecció Evelyn Fincken i la col·lecció del Cape Guild of Organists. El primer número de registres de gramòfons a Sud-àfrica per una biblioteca pública va ser el 5 de juliol de 1956 de la Long Street Library.